# Helen Johns
Helen Eileen Johns, później Carroll (ur. 25 września 1914 w East Boston, zm. 23 lipca 2014 w Sumter) – amerykańska pływaczka, mistrzyni olimpijska i rekordzistka świata.
Zdobyła złoty medal w sztafecie 4 × 100 m stylem dowolnym na igrzyskach olimpijskich w 1932 w Los Angeles. Sztafeta Stanów Zjednoczonych płynęła w składzie: Josephine McKim, Johns, Eleanor Saville i Helene Madison. Ustanowiła wówczas rekord świata czasem 4:38,0.
Później pracowała jako trener pływania i nauczycielka w szkołach specjalnych. Była uczestniczką sztafety ze zniczem olimpijskim w 1996 przed igrzyskami w Atlancie.
W 2004 została wybrana do Rhode Island Heritage Hall of Fame.